# Jordan 193
O 193 é o modelo da Jordan da temporada de 1993 de Fórmula 1. Condutores: Rubens Barrichello, Ivan Capelli, Thierry Boutsen, Marco Apicella, Emanuele Naspetti e Eddie Irvine.

## Resultados[1]
(legenda) 
| Ano  | Chassi | Motor         | Pneus | N° | Pilotos            | 1   | 2   | 3   | 4   | 5   | 6   | 7   | 8   | 9   | 10  | 11  | 12  | 13  | 14  | 15  | 16  | Pontos | Posição |  |
| ---- | ------ | ------------- | ----- | -- | ------------------ | --- | --- | --- | --- | --- | --- | --- | --- | --- | --- | --- | --- | --- | --- | --- | --- | ------ | ------- |  |
|      |        |               |       |    |                    |     |     |     |     |     |     |     |     |     |     |     |     |     |     |     |     |        |         |  |
|      |        |               |       |    |                    | RSA | BRA | EUR | SMR | ESP | MON | CAN | FRA | GBR | GER | HUN | BEL | ITA | POR | JPN | AUS |        |         |  |
| 1993 | 193    | Hart 1035 V10 | G     | 14 | Rubens Barrichello | Ret | Ret | 10† | Ret | 12  | 9   | Ret | 7   | 10  | Ret | Ret | Ret | Ret | 13  | 5   | 11  | 3      | 11º     |  |
| 1993 | 193    | Hart 1035 V10 | G     | 15 | Ivan Capelli       | Ret | NQ  |     |     |     |     |     |     |     |     |     |     |     |     |     |     | 3      | 11º     |  |
| 1993 | 193    | Hart 1035 V10 | G     | 15 | Thierry Boutsen    |     |     | Ret | Ret | 11  | Ret | 12  | 11  | Ret | 13  | 9   | Ret |     |     |     |     | 3      | 11º     |  |
| 1993 | 193    | Hart 1035 V10 | G     | 15 | Marco Apicella     |     |     |     |     |     |     |     |     |     |     |     |     | Ret |     |     |     | 3      | 11º     |  |
| 1993 | 193    | Hart 1035 V10 | G     | 15 | Emanuele Naspetti  |     |     |     |     |     |     |     |     |     |     |     |     |     | Ret |     |     | 3      | 11º     |  |
| 1993 | 193    | Hart 1035 V10 | G     | 15 | Eddie Irvine       |     |     |     |     |     |     |     |     |     |     |     |     |     |     | 6   | Ret | 3      | 11º     |  |

† Completou mais de 90% da distância da corrida.